# Алгоритм Крускала
Алгоритм Крускала — алгоритм побудови мінімального кістякового дерева зваженого неорієнтовного графу. Алгоритм було вперше описано Джозефом Крускалом 1956 року.

## Реалізація
Візьмемо зважений зв'язний граф G=(V, E), де V — множина вершин, E — множина ребер, для кожного з яких задано вагу. Тоді ациклічна множина ребер, що поєднують усі вершини графу і чия загальна вага мінімальна, називається мінімальним кістяковим деревом.
Алгоритм Крускала починається з побудови виродженого лісу, що містить V дерев, кожне з яких складається з однієї вершини. Далі виконуються операції об'єднання двох дерев, для чого використовуються найкоротші можливі ребра, поки не утвориться єдине дерево. Це дерево і буде мінімальним кістяковим деревом.
|  | Початковий граф. Цифри над ребрами позначають їх вагу. Жодне з ребер не додане до кістякового дерева.                                                                                  |
|  | AD і CE мають найменшу вагу 5, і AD вибирається з них довільно та додається до кістякового дерева.                                                                                     |
|  | На цьому кроці CE є найлегшим ребром з вагою 5, тому воно також додається до дерева.                                                                                                   |
|  | Аналогічним чином обирається найлегше з недоданих ребер графу DF з вагою 6 і додається до кістякового дерева.                                                                          |
|  | Наступними найлегшими ребрами є AB і BE, обидва вагою 7. AB обирається довільно і додається до кістякового дерева. BD фарбується у червоний колір, оскільки воно є частиною циклу ABD. |
|  | Наступним додається ребро BE з вагою 7. Червоним забарвлюємо ребра BC (цикл BCE), DE (цикл DEBA) і FE (цикл FEBAD).                                                                    |
|  | Додаємо ребро EG вагою 9 і отримуємо мінімальне кістякове дерево. |

## Код на C++
```
int
 
cn
;
 
//число вершин

vector
<
 
vector
<
int
>
 
>
 
ady
;
 
//матриця суміжності

// Повертає матрицю суміжності мінімального дерева

vector
<
 
vector
<
int
>
 
>
 
Grafo
 
::
 
kruskal
(){

    
vector
<
 
vector
<
int
>
 
>
 
adyacencia
 
=
 
this
->
ady
;

    
vector
<
 
vector
<
int
>
 
>
 
arbol
(
cn
);

    
vector
<
int
>
 
pertenece
(
cn
);
 
// позначає, чи належить дереву вершина

    

    
for
(
int
 
i
 
=
 
0
;
 
i
 
<
 
cn
;
 
i
++
){

        
arbol
[
i
]
 
=
 
vector
<
int
>
 
(
cn
,
 
INF
);

        
pertenece
[
i
]
 
=
 
i
;

    
}

    
int
 
nodoA
;

    
int
 
nodoB
;

    
int
 
arcos
 
=
 
1
;

    
while
(
arcos
 
<
 
cn
){

        
// Знайти найлегше ребро, що не утворює циклів і зберегти вершини і вагу.

        
int
 
min
 
=
 
INF
;

        
for
(
int
 
i
 
=
 
0
;
 
i
 
<
 
cn
;
 
i
++
)

            
for
(
int
 
j
 
=
 
0
;
 
j
 
<
 
cn
;
 
j
++
)

                
if
(
min
 
>
 
adyacencia
[
i
][
j
]
 
&&
 
pertenece
[
i
]
 
!=
 
pertenece
[
j
]
 
&&
 
adyacencia
[
i
][
j
]
 
!=
 
0
){

                    
min
 
=
 
adyacencia
[
i
][
j
];

                    
nodoA
 
=
 
i
;

                    
nodoB
 
=
 
j
;

                
}

        

        
// Якщо вершини не належать до одного дерева, додаємо ребро між ними до дерева.

        
if
(
pertenece
[
nodoA
]
 
!=
 
pertenece
[
nodoB
]){

            
arbol
[
nodoA
][
nodoB
]
 
=
 
min
;

            
arbol
[
nodoB
][
nodoA
]
 
=
 
min
;

            
// Усі вершини дерева nodoB зараз належать до дерева nodoA.

        	
int
 
temp
 
=
 
pertenece
[
nodoB
];

        	
pertenece
[
nodoB
]
 
=
 
pertenece
[
nodoA
];

        	
for
(
int
 
k
 
=
 
0
;
 
k
 
<
 
cn
;
 
k
++
)

        		
if
(
pertenece
[
k
]
 
==
 
temp
)

        			
pertenece
[
k
]
 
=
 
pertenece
[
nodoA
];

            

            
arcos
++
;

        
}

    
}

    
return
 
arbol
;

}

```

## Оцінка складності
Алгоритм Крускала (як і алгоритм Прима) є класичним алгоритмом розв'язання задачі пошуку мінімального кістякового дерева. У разі використання найшвидших реалізацій час його роботи становить {\displaystyle \mathop {O} (E\log E)}. Основна частина часу витрачається на сортування ребер за вагою.

## Мінімальне кістякове дерево. Алгоритм Крускала з системою неперетинних множин
Тут буде розглянута реалізація з використанням структури даних «система неперетинних множин» (DSU), яка дозволить досягти асимптотики O (M log N).

### Опис
Так само, як і в простій версії алгоритму Крускала, відсортуємо всі ребра за вагою у неспадному порядку. Потім помістимо кожну вершину в своє дерево (тобто свою множину) за допомогою виклику функції DSU MakeSet — на це піде в сумі O(N). Перебираємо всі ребра (у порядку сортування) і для кожного ребра за O(1) визначаємо, чи належать його кінці різних деревам (за допомогою двох викликів FindSet за O(1)). Нарешті, об'єднання двох дерев буде здійснюватися викликом функції Union — також за O(1). Разом ми отримуємо асимптотику O (M log N + N + M) = O (M log N).

### Реалізація
Для зменшення обсягу коду реалізуємо всі операції не у вигляді окремих функцій, а прямо в коді алгоритму Крускала.
Тут буде використовуватися рандомізована версія DSU.
```
vector
<
int
>
 
p
 
(
n
);

int
 
dsu_get
 
(
int
 
v
)
 
{

	
return
 
(
v
 
==
 
p
[
v
])
 
?
 
v
 
:
 
(
p
[
v
]
 
=
 
dsu_get
 
(
p
[
v
]));

}

void
 
dsu_unite
 
(
int
 
a
,
 
int
 
b
)
 
{

	
a
 
=
 
dsu_get
 
(
a
);

	
b
 
=
 
dsu_get
 
(
b
);

	
if
 
(
rand
()
 
&
 
1
)

		
swap
 
(
a
,
 
b
);

	
if
 
(
a
 
!=
 
b
)

		
p
[
a
]
 
=
 
b
;

}

int
 
m
;

vector
 
<
 
pair
 
<
 
int
,
 
pair
<
int
,
int
>
 
>
 
>
 
g
;

int
 
cost
 
=
 
0
;

vector
 
<
 
pair
<
int
,
int
>
 
>
 
res
;

sort
 
(
g
.
begin
(),
 
g
.
end
());

p
.
resize
 
(
n
);

for
 
(
int
 
i
=
0
;
 
i
<
n
;
 
++
i
)

	
p
[
i
]
 
=
 
i
;

for
 
(
int
 
i
=
0
;
 
i
<
m
;
 
++
i
)
 
{

	
int
 
a
 
=
 
g
[
i
].
second
.
first
,
 
b
 
=
 
g
[
i
].
second
.
second
,
 
l
 
=
 
g
[
i
].
first
;

	
if
 
(
dsu_get
(
a
)
 
!=
 
dsu_get
(
b
))
 
{

		
cost
 
+=
 
l
;

		
res
.
push_back
 
(
g
[
i
].
second
);

		
dsu_unite
 
(
a
,
 
b
);

	
}

}

```